# Gyrtona semicarbonalis
Gyrtona semicarbonalis är en fjärilsart som beskrevs av Walker 1863. Gyrtona semicarbonalis ingår i släktet Gyrtona och familjen nattflyn. Inga underarter finns listade i Catalogue of Life.